# Letovčan Novodvorski
Letovčan Novodvorski is een plaats in de gemeente Klanjec in de Kroatische provincie Krapina-Zagorje. De plaats telt 100 inwoners (2001).